# Garcinia tetrandra
Garcinia tetrandra är en tvåhjärtbladig växtart som beskrevs av Jean Baptiste Louis Pierre. Garcinia tetrandra ingår i släktet Garcinia och familjen Clusiaceae. Inga underarter finns listade i Catalogue of Life.